# Criterion Games
Criterion Games (ehemals Criterion Software) ist ein englisches Entwicklungsstudio für Computerspiele und Spiel-Engines mit Hauptsitz in Guildford. Die bekanntesten Spiele der Firma, welche von der Abteilung Criterion Games entwickelt werden, sind die Burnout-Reihe sowie der Ego-Shooter Black. Des Weiteren hat Criterion die Spiel-Engine RenderWare entwickelt, die in verschiedenen Spielen, wie z. B. Grand Theft Auto III, genutzt wird.

Altes Logo (2008–2017)

Im August 2004 wurde die Firma von Electronic Arts (EA) aufgekauft, nachdem Criterion vorher in vollständigem Besitz von Canon UK war. Im September 2013 wurde bekannt, dass Criterion Games nur noch 17 Mitarbeiter beschäftigt. Im Januar 2014 verließen die beiden Gründer Alexander Ward und Fiona Sperry das Studio.

## Projekte
| Name                                     | Erscheinungsjahr | Plattform                                                           |
| ---------------------------------------- | ---------------- | ------------------------------------------------------------------- |
| Scorched Planet                          | 1996             | Microsoft Windows                                                   |
| Sub Culture                              | 1997             | Microsoft Windows                                                   |
| Redline Racer                            | 1998             | Dreamcast (nur Japan), Microsoft Windows                            |
| Trickstyle                               | 1999             | Dreamcast, Microsoft Windows                                        |
| Deep Fighter                             | 2000             | Dreamcast, Microsoft Windows                                        |
| Suzuki Alstare Racing                    | 2000             | Dreamcast, Microsoft Windows                                        |
| Airblade                                 | 2001             | PlayStation 2                                                       |
| Burnout                                  | 2001             | PlayStation 2, Xbox, GameCube                                       |
| Burnout 2: Point of Impact               | 2002             | PlayStation 2, Xbox, GameCube                                       |
| Burnout 3: Takedown                      | 2004             | PlayStation 2, Xbox                                                 |
| Burnout Revenge                          | 2005             | PlayStation 2, Xbox                                                 |
| Burnout Legends                          | 2005             | PlayStation Portable, Nintendo DS                                   |
| Burnout Revenge                          | 2006             | PlayStation 2, Xbox 360                                             |
| Black                                    | 2006             | PlayStation 2, Xbox                                                 |
| Burnout Paradise                         | 2008             | Microsoft Windows, PlayStation 3, Xbox 360                          |
| Burnout Paradise The Ultimate Box        | 2009             | Microsoft Windows, PlayStation 3, Xbox 360                          |
| Need for Speed: Hot Pursuit              | 2010             | Microsoft Windows, PlayStation 3, Xbox 360                          |
| Need for Speed: Most Wanted              | 2012             | Microsoft Windows, PlayStation 3, Xbox 360, Wii U, PlayStation Vita |
| Need for Speed: Rivals                   | 2013             | Microsoft Windows, PlayStation 3, PlayStation 4, Xbox 360, Xbox One |
| Battlefield Hardline                     | 2015             | Microsoft Windows, PlayStation 3, PlayStation 4, Xbox 360, Xbox One |
| Star Wars Battlefront: X-Wing VR Mission | 2016             | PlayStation VR                                                      |
| Star Wars Battlefront II                 | 2017             | Microsoft Windows, PlayStation 4, Xbox One                          |
| Burnout Paradise Remastered              | 2018             | Microsoft Windows, PlayStation 4, Xbox One, Nintendo Switch         |
| Need for Speed: Hot Pursuit Remastered   | 2020             | Microsoft Windows, PlayStation 4, Xbox One, Nintendo Switch         |
| Battlefield 2042 (Mitentwicklung)        | 2021             | Microsoft Windows, Playstation 5, Xbox Series S/X                   |
| Need for Speed: Unbound                  | 2022             | Microsoft Windows, Playstation 5, Xbox Series S/X                   |